# Clori, Tirsi e Fileno
Clori, Tirsi, e Fileno (HWV 96), mit dem Textanfang Cor fedele in vano speri (Treues Herz, vergeblich hoffst du), ist eine dramatische Kantate in zwei Teilen von Georg Friedrich Händel. Der originale Untertitel lautet: Cantata a Tre con Stromenti di Monsù Hendel.

## Entstehung
Nach dem großen Erfolg seiner ersten Oper Almira und der nur mäßigen Resonanz auf seinen schnell folgenden Nero 1705 am Hamburger Theater am Gänsemarkt machte sich Händel vermutlich im Herbst 1706 auf die Reise nach Italien, um die Oper an deren Quelle zu studieren, noch bevor überhaupt seine bereits fertiggestellte Doppeloper Florindo und Daphne am Gänsemarkt aufgeführt werden konnte. Der zeitliche Ablauf und die verschiedenen Stationen dieser fast vierjährigen Lehrzeit sind teilweise immer noch unklar, aber Händel besuchte wohl zuerst Florenz, auf Einladung des Principe Ferdinando de’ Medici, bevor er Ende 1706 in Rom eintraf. Dort werden die Kardinäle Pamphilj, Colonna und Ottoboni seine Mäzene.

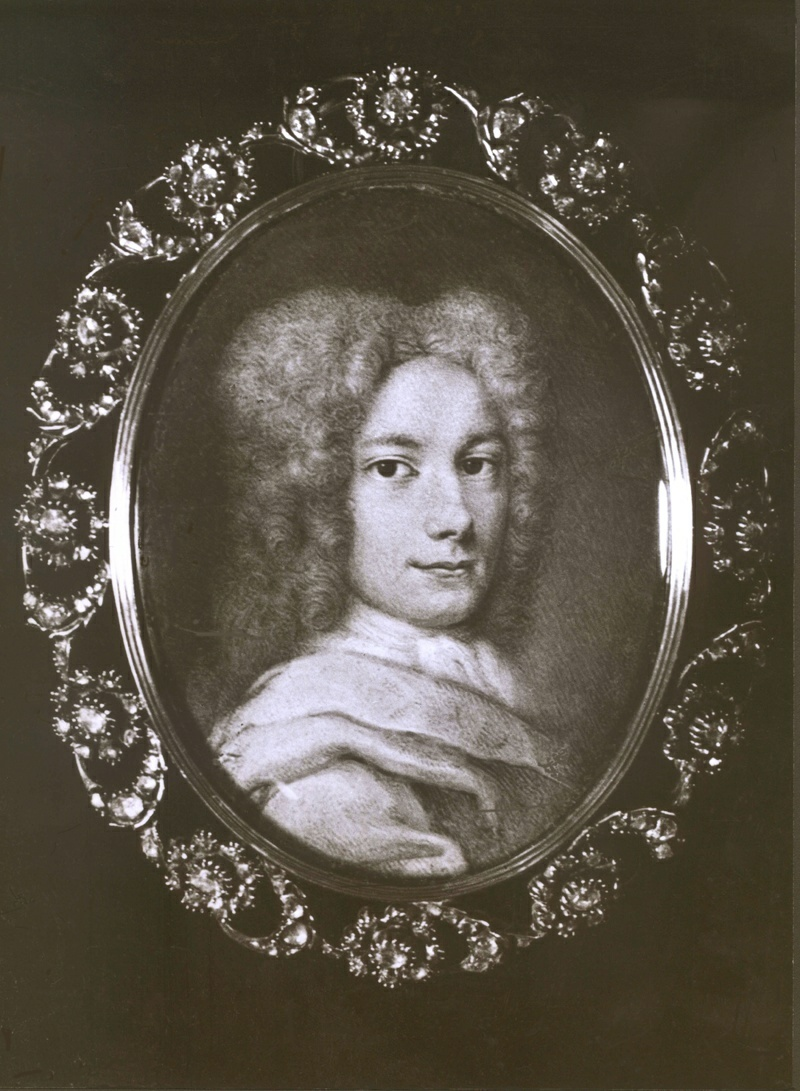
Georg Friedrich Händel als junger Mann, ca. 1710Fotografie einer Miniatur von Christoph Platzer.

Ab Mai 1707 lebte Händel als Hauskomponist beim Marchese Francesco Maria Marescotti Ruspoli und pendelte zwischen dessen Palast (Palazzo Bonelli) an der Piazza Santi Apostoli in Rom und dem Landsitz Castello Ruspoli in Vignanello. Clori, Tirsi, e Fileno entstand irgendwann vor Oktober desselben Jahres – eine Kopistenrechnung für das Werk ist auf den 14. Oktober 1707 datiert. Es gibt keine sicheren Aufzeichnungen einer Aufführung, aber möglicherweise erfolgte die Aufführung im Palazzo della Cancelleria des Kardinals Ottoboni, der dann vermutlich auch Auftraggeber für dieses Stück war. Ottoboni, der zu einem der bedeutendsten Kunstförderer Roms seiner Zeit wurde, ließ in seinen Palast sogar ein Theater einbauen und versammelte eine Elite von Künstlern um sich, vor allem Musiker. Direkt danach brach Händel nach Florenz auf, um die Aufführung von Rodrigo zu leiten, seiner ersten italienischen Oper, die auch zwei Arien (Nr. 4 und 13) mit der Kantate teilt.
Clori, Tirsi, e Fileno wurde dann 250 Jahre lang nie wieder aufgeführt und war nur aus einer fragmentarischen Handschrift in der British Library bekannt. Für den von Friedrich Chrysander 1889 im Rahmen seiner Händel-Gesamtausgabe herausgegebenen Druck der Kantate ist dieses Fragment die Grundlage. Erst als der Musikwissenschaftler Rudolf Ewerhart 1960 in der Santini-Sammlung der Diözesanbibliothek Münster eine vollständige Abschrift von Händels Direktionspartitur entdeckte, wurde das Werk bekannt. Dank der Herausgabe innerhalb der Hallischen Händel-Ausgabe im Jahr 1994 erfreut sich diese kleine Miniatur-Oper in neuerer Zeit einer großen Beliebtheit und wird oft gespielt.

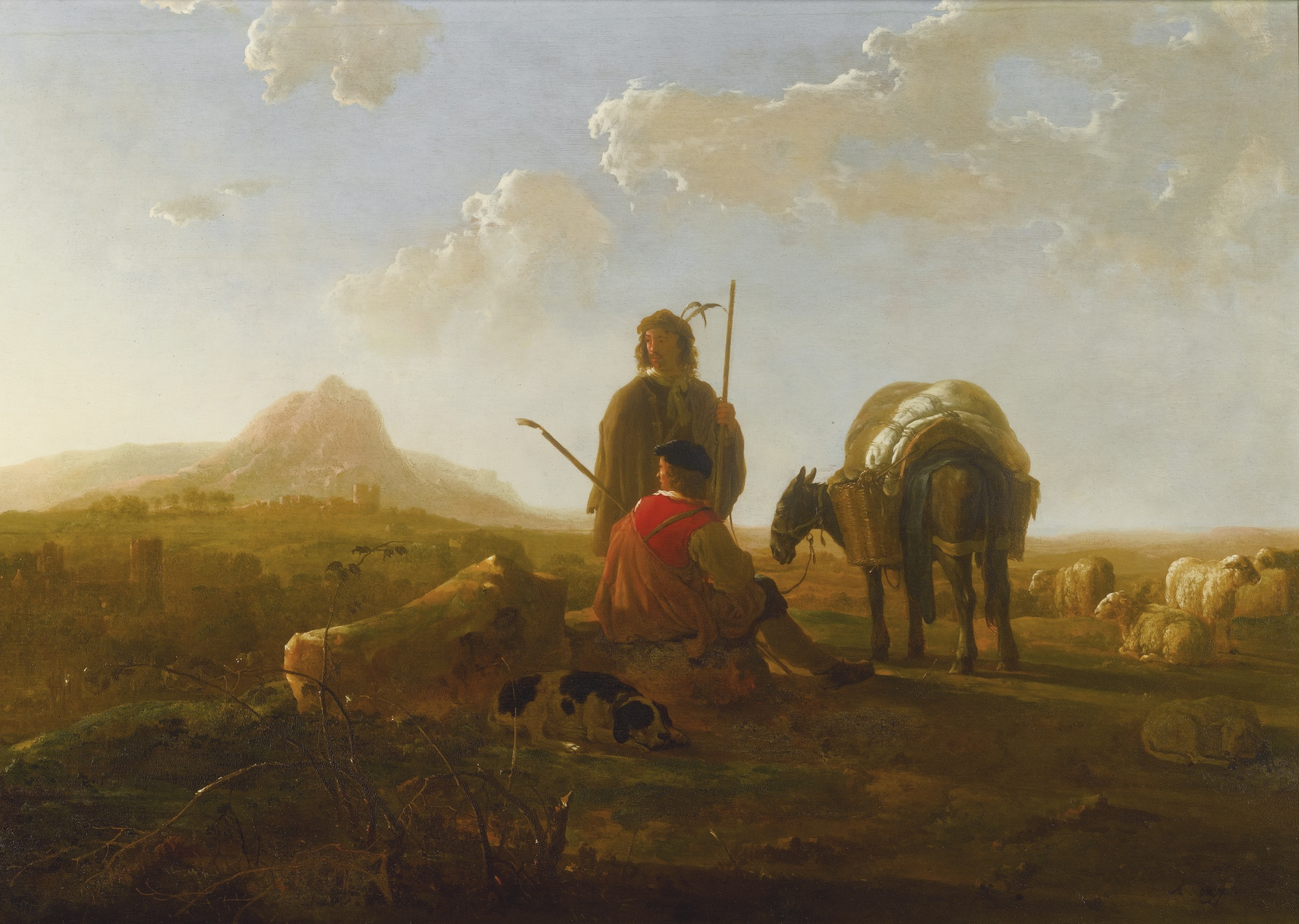
Zwei Schäfer in hügeliger Landschaft, Aelbert Jacobsz. Cuyp, Dordrecht, um 1646

## Libretto
Der Text des uns heute nicht mehr bekannten Autors nimmt sich eines pastoralen Themas an, welches im römischen Kontext des frühen 18. Jahrhunderts sehr geschätzt wurde. Nicht zufällig wurde die römische literarische Gesellschaft Accademia dell’Arcadia im Jahr 1690 gegründet. Das Thema ist nicht nur in der Wahl der Schauplätze und der Figuren erkennbar, sondern man findet es auch auf einer tiefergehenden Ebene, als ein reger Gebrauch von menschliche Gefühle darstellenden Naturmetaphern, wie bezauberndem Vogelgesang, spielenden Wasserwellen, heftigen Meeresstürmen und grausamer wilder Tiere gemacht wird, was Händel die Möglichkeit zu einer ausgedehnten Spiegelung barocker Affekte in der Musik bot.

## Handlung
In dieser heiteren Dreiecksbeziehung wird Clori sowohl von Tirsi als auch von Fileno umworben, doch sie liebt nur den, mit dem sie gerade zusammen ist. Im ersten Teil nimmt sie Filenos Antrag an. Im zweiten Teil willigt sie dann ein, Tirsi zu heiraten. Weit davon entfernt, sich um eine so wankelmütige Frau zu streiten, ziehen die beiden Jungen ihre Freundschaft von Unglücksgefährten der Unmöglichkeit vor, Clori zu vertrauen: sie einigen sich darauf, ihr das Sagen zu überlassen und konstatieren, dass man glückliche Momente, die Leidenschaft und Liebe schenken können, genießen solle, wohl wissend, dass das Leid immer vor der Tür steht. Da Clori nicht überzeugter ist als am Anfang, sich zu entscheiden, dreht sich die Geschichte im Kreis und endet genau dort, wo sie begonnen hat.

## Musik
Jeder der drei Personen hat Händel vier Arien zugedacht, welche er dazu nutzt, um durch präzise kompositorische Mittel die einzelnen Figuren einprägsam zu charakterisieren. Wird Tirsi beispielsweise als überaus eigensinniger Liebhaber dargestellt, sowohl in seiner Entschlossenheit, Cloris Liebe zu gewinnen, als auch in seinem heftigen Eifersuchtsausbruch der Wut-Arie Tra le fere la fera più cruda (Nr. 9), so ist Fileno hingegen der sehnende Liebhaber, was Händel dank der feinen Instrumentierung seiner Arien sehr deutlich zeichnet. So wählt er für Filenos Son come quel nocchiero (Nr. 6) die Kombination zweier Blockflöten mit zwei Bratschen (ohne Violinen!) und für Come la rondinella (Nr. 14) eine obligate Laute. In der Figur der Clori erreicht Händels Charakterisierungskunst ihren Höhepunkt: ihr erster Auftritt: Va’ col canto lusingando (Nr. 3) ist deutlich pastoral: die Blockflöten illustrieren den Gesang der Nachtigall, Dreiertakt und Dur-Tonart komplettieren das sorgenlose Schäferidyll. Auch die zweite Arie zeigt Clori als Meisterin der Schmeichelei: Die Melodie von Conosco che mi piaci (Nr. 5) hat dank des wiegenden Rhythmus und ungewöhnlicher harmonischer Wendungen eine sehr verführerische Anziehungskraft. Dies wird in ihrer dritten Arie Barbaro, tu non credi (Nr. 10) sogar noch deutlicher betont, wenn lyrisch-zärtliche Andeutungen im Adagio mit heftigen Vorwürfen im Presto durch die Solo-Violine mit brillantem Orchesterpart ständig abwechseln. Cloris letzte Arie ist ein Menuett (Amo Tirsi, ed a Fileno, Nr. 11), in welchem sie eine wiederum verführerische Melodie singt, mit dem Versuch, Tirsi ein letztes Mal zu ködern.
Die beiden zentralen Duette am Ende des ersten und am Beginn des zweiten Teils haben in der Gestaltung der gesamten Partitur eine besondere Bedeutung: Das erste (Scherzano sul tuo volto, Nr. 7) lässt häufige parallele Bewegungen der Stimmen hören, um das Bild der (tatsächlichen oder nur scheinbaren) Verbindung der beiden Liebenden zu zeichnen. Das zweite (Fermati! / No, crudel!, Nr. 8) hingegen ist eigentlich kein Duett, da sich die Stimmen ständig aus dem Weg gehen und weder gemeinsam beginnen noch enden.
Händel, überzeugt von der dramatischen Wirksamkeit seiner Musik, zitiert über seine gesamte Schaffenszeit hinweg nahezu jede Nummer von Clori, Tirsi e Fileno mehrmals in weiteren Opern oder Kantaten, teilweise in bis zu sechs späteren Kompositionen. So übernimmt er 1711 beide Duette (Nr. 7 & 8) in Rinaldo (HWV 7), seiner ersten italienischen Oper für London, in vergleichbar dramaturgischer Funktion. Als weitere Beispiele seien genannt: Amo Tirsi (Nr. 11) verwendete er zweimal: in seiner Oper Agrippina (1709, HWV 6) als Se vuoi pace (dort Nr. 47) und dann erneut als As when the dove (dort Nr. 8) in der rein englischen Fassung von Acis and Galatea (1718, HWV 49a). Un sospiretto (Nr. 13) wurde noch im selben Jahr in Rodrigo und 1732 in die italienisch-englische Serenata Acis and Galatea (HWV 49b) aufgenommen, wie in letztere auch Come la rondinella (Nr. 14).
Weitere Nummern finden Eingang in: La Resurrezione (1708), Aci, Galatea e Polifemo (1708), Agrippina (1709), Il pastor fido (1712), Silla (1713), Amadigi (1715), Radamisto (1720), Floridante (1721), Riccardo I. (1727), Esther (1732), Athalia (1732), Oreste (1734), Alcina (1735), Serse (1738), Deidamia (1741), Judas Maccabaeus (1747), The Triumph of Time and Truth (1757), sowie in zwei Kantaten und in zwei Sätze der siebten Suite für Cembalo (g-moll).

### Schluss der Kantate
Ein Vergleich der vollständig überlieferten Direktionspartitur aus der Diözesanbibliothek Münster mit dem autographen Fragment aus der British Library offenbart, dass Händel den Schluss der Kantate, möglicherweise für eine spätere Aufführung in Neapel, änderte.
Ursprünglich endete die Kantate mit einem Rezitativ (Mentre la pastorella) und einem zynischen Duett der beiden enttäuschten Jünglinge Senza occhi e senza accenti / Ohne Augen und ohne Stimme (Nr. 15), in dem sie sich über die Frauen verächtlich äußern und der Liebe für immer abschwören wollen.
Die zweite Fassung des Schlusses ersetzt dieses Paar Rezitativ/Duett durch ein Rezitativ (Così, così felici) für alle drei Protagonisten und ein heiteres Terzett, in welchem die junge Frau und ihre enttäuschten Liebhaber gemeinsam singen: Vivere e non amar, amare e non languir, languire e non penar, possibile non è. / Leben und nicht lieben, lieben und nicht schmachten, schmachten und nicht leiden, ist nicht möglich (Nr. 16).

Beginn des autographen Fragments, British Library R.M.20.e.3. fol. 31 Für seine Händel-Gesamtausgabe stand Friedrich Chrysander 1889 nur diese eine Quelle zur Verfügung: das Fragment beginnt im Takt 10 der Arie Nr. 5.

## Orchester
Zwei Blockflöten, zwei Oboen, Streicher und Basso continuo (Violoncello, Laute, Cembalo).

## Struktur der Kantate
Im Händel-Werke-Verzeichnis von Bernd Baselt haben sich bei dieser Kantate ein paar Unstimmigkeiten ergeben: zum einen gibt es manchmal falsche Angaben zu den singenden Personen, zum anderen erweckt die Durch-Nummerierung am Ende den Eindruck, es müssten sowohl das Duett Nr. 15, als auch das Terzett Nr. 16 gespielt werden. Tatsächlich kommt aber nur eines von beiden vor, je nach Fassung.

### Erster Teil
| Ouverture (2 Ob, Str, BC)                                               |
| 1. Aria. Tirsi (2 Ob, Str, BC) Cor fedele in vano speri                 |
| Recitativo. Tirsi Povero Tirsi, quanto                                  |
| 2. Aria. Tirsi (Str, BC) Quell’erbetta che smalta le sponde             |
| Recitativo. Tirsi Se il guardo non vaneggia, ecco Clori                 |
| 3. Aria. Clori (2 BlFl, Str, BC) Va’ col canto lusingando               |
| Recitativo. Clori, Fileno Dubbia così, o Fileno                         |
| 4. Aria. Fileno (Str, BC) Sai perché l’onda del fiume                   |
| Recitativo. Clori Vezzoso pastorello                                    |
| 5. Aria. Clori (2 Ob, 2 Vl, BC) Conosco che mi piaci                    |
| Recitativo. Fileno, Clori Dunque sperando in vano                       |
| 6. Aria. Fileno (2 BlFl, Str, BC) Son come quel nocchiero               |
| Recitativo. Clori, Tirsi, Fileno S’altra pace non brami, altro conforto |
| 7. Duetto. Clori, Fileno (2 Ob, 2 Vl, BC) Scherzano sul tuo volto       |

### Zweiter Teil
| 8. Duetto. Clori, Tirsi (2 Vl, BC) Fermati! No, crudel!                             |                |
| Recitativo. Tirsi Creder d’un angue al sibilo fatale                                |                |
| 9. Aria. Tirsi (2 Ob, Str, BC) Tra le fere la fera più cruda                        |                |
| Recitativo. Clori Tirsi, mio caro Tirsi!                                            |                |
| 10. Aria. Clori (Vl solo, 2 Ob, Str, BC) Barbaro, tu non credi                      |                |
| Recitativo. Tirsi, Clori Pur cederti mi è forza                                     |                |
| 11. Aria. Clori (2 Ob, 2 Vl, BC) Amo Tirsi, ed a Fileno                             |                |
| Recitativo. Fileno Va, fidati a promessa                                            |                |
| 12. Aria. Fileno (BC) Povera fedeltà                                                |                |
| Recitativo. Tirsi Non ti stupir Fileno                                              |                |
| 13. Aria. Tirsi (2 Ob, 2 Vl, BC) Un sospiretto un labbro pallido                    |                |
| Recitativo. Fileno Tirsi, amico e compagno                                          |                |
| 14. Aria. Fileno (Erzlaute, 2 Vl, BC) Come la rondinella dall’Egitto                |                |
| Recitativo. Tirsi, Fileno Mentre la pastorella                                      | Erste Fassung  |
| 15. Duetto. Tirsi, Fileno (2 Ob, 2 Vl, BC) Senza occhi e senza accenti              | Erste Fassung  |
| Recitativo. Clori, Tirsi, Fileno Così, così felici                                  | Zweite Fassung |
| 16. Terzetto. Clori, Tirsi, Fileno (Str, BC) Vivere e non amar, amare e non languir | Zweite Fassung |

## Diskografie
- New Classical Adventure 60188 (2006): Lorraine Hunt (Clori), Jill Feldman (Tirsi), Drew Minter (Fileno) Philharmonia Baroque Orchestra; Dir. Nicholas McGegan (75 min)

- Glossa GCD921525 (2008): Roberta Invernizzi (Clori), Yetzabel Arias Fernández (Tirsi), Romina Basso (Fileno) La Risonanza; Dir. Fabio Bonizzoni (74 min)

- New Classical Adventure 60188 (2009): Suzie Leblanc (Clori), Jörg Waschinski (Tirsi), David Cordier (Fileno) Lautten Compagney; Dir. Wolfgang Katschner (75 min)